# Luz sin gravedad
Luz sin Gravedad é uma canção da cantora mexicana, Belinda. A canção foi lançada pela EMI Music Televisa durante o segundo semestre de 2007, lançado como terceiro single oficial do segundo álbum da cantora initulado Utopia. A canção foi lançada nos Estados Unidos e em alguns países da Europa.
A canção fala sobre um garoto no qual Belinda não pode ficar e se sente bastante angustiada. Essa canção mostra o lado maduro e adulto dela. Essa foi a canção de maior sucesso da cantora no México. Em 2008 foi lançado a versão da canção em inglês no qual esta versão alcançõu o topo da Brasil Hot 100 Airplay.

## Videoclipe
O videoclipe se inicia em um estúdio de balé e Belinda está tendo dificuldades para dançar.A professora grita com ela e a empurra.Suas colegas começam a rir e Belinda sai da sala.Ela anda pelas ruas com seu tutu e as pessoas a empurram.Anoitece, ela se senta  em uma calçada e começa a chover.Ela se levanta e dança livremente.Há também partes em que ela aparece tocando piano.

## Lista de faixas
| Download digital |                    |                |         |  |
| N.º              | Título             | Compositor(es) | Duração |  |
| 1.               | "Luz sin Gravedad" |                | 4:01    |  |

| Versão em Inglês |                      |         |  |
| N.º              | Título               | Duração |  |
| 1.               | "See A Little Light" | 4:04    |  |

## Desempenho nas tabelas musicais

### Posições
| Tabelas musicais (2007)          | Melhor posição |
| -------------------------------- | -------------- |
| Brasil - Brasil Hot 100 Airplay  | 1              |
| Estados Unidos - Latin Pop Songs | 29             |